# Операция «Slapstick»
Операция «Slapstick» (англ. Operation Slapstick) — десантная операция британских войск, высадка в итальянском порту Таранто во время Второй мировой войны. Одна из трёх десантных операций во время вторжения союзников в Италию в сентябре 1943 года. 
Операция была проведена силами 1-й воздушно-десантной дивизии под командованием генерал-майора Джорджа Хопкинсона.
Миссия, запланированная в сжатые сроки, последовала за предложением нового итальянского правительства открыть для союзников порты Таранто и Бриндизи в Апулии. Для выполнения этой миссии была выбрана 1-я воздушно-десантная дивизия, которая в то время находилась в Северной Африке. В связи с нехваткой транспортных самолетов и неудачным опытом высадки десанта в Сицилии — на парашютах и планерах, а также с задействованием имевшихся десантных судов в этом районе для других высадок: операции «Лавина» в Салерно на западном побережье и операции «Бейтаун» в Калабрии, было принято решение провести высадку дивизии с кораблей военно-морского флота. Высадка не встретила сопротивления, и воздушно-десантная дивизия успешно захватила порты Таранто и Бриндизи на побережье Адриатического моря, сохранив их в рабочем состоянии.
Единственными немецкими силами в этом районе были подразделения 1-й парашютной дивизии, которые не воспрепятствовали непосредственной высадке, но вступили в бой с наступающими британцами, устраивая засады и блокируя дороги во время продвижения британских войск на север. К концу сентября 1-я британская воздушно-десантная дивизия продвинулась на 200 километров вплоть до Фоджи, дав возможность для беспрепятственной высадки позади них двух пехотных дивизий, что позволило отвести воздушно-десантные войска в Таранто. Вскоре после этого дивизия, за исключением 2-й парашютной бригады, отплыла в Англию для подготовки к операции «Оверлорд» — вторжению в Нормандию.

## Положение накануне операции

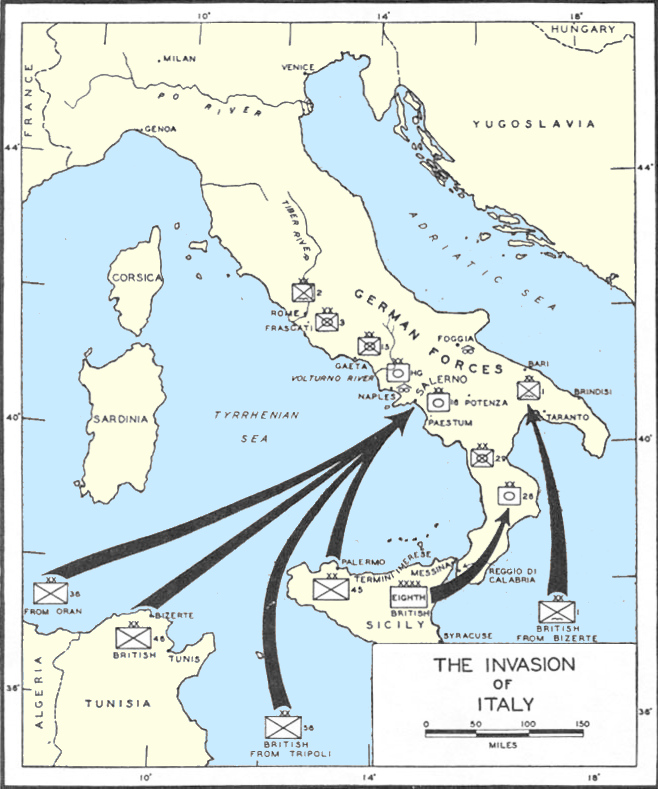
Места вторжения союзников в Италию.

В мае 1943 года страны Оси — нацистская Германия и фашистская Италия — потерпели поражение в Североафриканской кампании. Два месяца спустя союзные державы Великобритании и США успешно начали вторжение на Сицилию — операцию «Хаски». Поскольку к концу августа остров был полностью оккупирован, союзники сосредоточили свое внимание на вторжении в Италию.
3 сентября 1943 года британская 8-я армия под командованием Бернарда Монтгомери пересекла Мессинский пролив из Сицилии и высадилась в Калабрии в ходе операции «Бэйтаун» с целью захвата портов Реджо-ди-Калабрия и Сан-Джованни. Основное вторжение было запланировано на 9 сентября: 5-я армия США под командованием генерал-лейтенанта Марка Кларка высадилась в Салерно на западном побережье в ходе операции «Лавина», ближайшей целью которой был Неаполь. Одной из целей союзников был выход армии Италии из совместных действий с Германией. В случае этого пять итальянских дивизий во Франции и двадцать девять на Балканах пришлось бы заменить немецкими формированиями. Кроме того, если бы немцы решили продолжить борьбу в Италии, им пришлось бы перебросить часть своих войск, занятых на Восточном фронте или во Франции.
Во время секретных переговоров о капитуляции с союзниками в начале сентября итальянское правительство предложило открыть порты Таранто и Бриндизи на восточном побережье. Немецкие силы в этом районе были незначительны и, как ожидалось, предпочли бы отступить, чем сражаться, если бы там высадились союзники. Генерал Дуайт Д. Эйзенхауэр, командующий союзными войсками в Средиземноморье, спланировал третью высадку под кодовым названием «Слэпстик», чтобы воспользоваться предложением.
Высадка в Апулии была также призвана отвлечь немецкие силы от основной высадки союзников в Салерно. Главной ценностью Таранто был его крупный порт. Его захват, вместе с ожидаемым захватом Неаполя на западе американцами, дал бы союзникам пункты снабжения на обоих побережьях Италии.

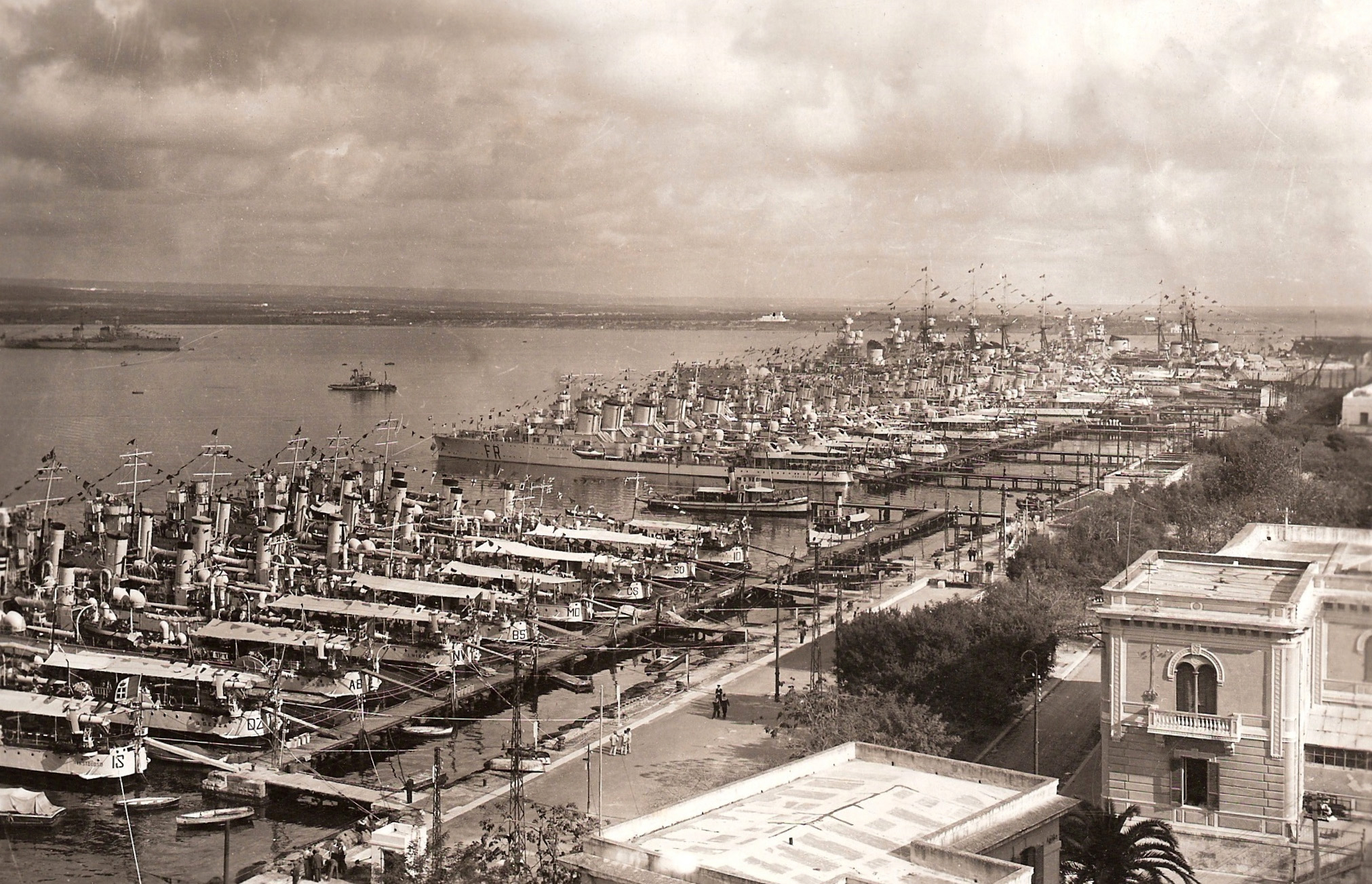
Военно-морская база Таранто в 1930-х годах.

### Немецкие войска
Немецкое верховное командование предвидело капитуляцию Италии и в рамках подготовки к этому тайно создало в Мюнхене новый штаб группы армий под командованием генерал-фельдмаршала Эрвина Роммеля. В распоряжении Роммеля должны были поступить шесть дивизий, переведённых с Восточного фронта, две новые дивизии из Франции, и две парашютные дивизии, базирующиеся в Германии. Однако наступление Красной армии после Курской битвы помешало вывести все обещанные части. Адольф Гитлер пришёл к выводу, одним немецким войскам будет невозможно удержать всю Италию.

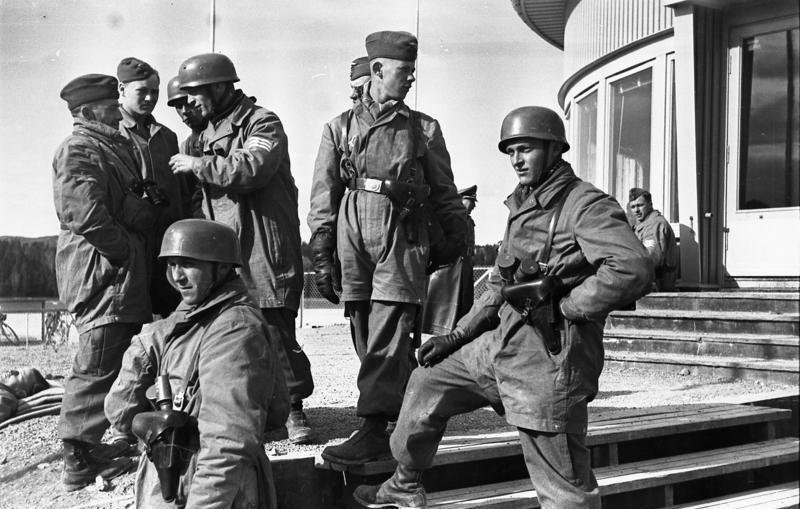
Немецкие парашютисты (Fallschirmjäger) 1-го Fallschirmjäger-полка.

В Италии происходило наращивание германских сил под командованием генерал-фельдмаршала Альберта Кессельринга. Значительное усиление произошло благодаря успешной эвакуации из Сицилии трёх дивизий, которым удалось пересечь Мессинский пролив без серьезных потерь в людях и технике. В августе дополнительные силы начали прибывать из Германии — пять пехотных и две танковые дивизии были отправлены в северную Италию. После потери Сицилии Гитлер внес поправки в немецкие планы, решив удерживать район Салерно-Неаполь пятью пехотными дивизиями, в то время как 1-я парашютная дивизия была направлена в регион Апулия.
Под командованием генерал-майора Рихарда Гейдриха 1-я парашютная дивизия состояла из 1-го, 3-го и 4-го парашютных полков, артиллерийского полка, истребительно-противотанковых, зенитных и инженерных батальонов, а также других вспомогательных подразделений. Выведенная из Советского Союза в 1943 году, дивизия уже воевала против британских парашютистов во время операций на Сицилии.

### Британские войска
6 сентября были разработаны планы по переброске 1-й британской воздушно-десантной дивизии в Таранто с её базы в Северной Африке. Союзники намеревались воспользоваться капитуляцией Италии, чтобы захватить порт и организовать противовоздушную оборону. Предполагалось, что дивизия столкнётся с минимальным сопротивлением и сможет преодолеть его при ограниченной поддержке лишь со стороны ВМС, поскольку Таранто находился вне досягаемости истребительной авиации союзников, базировавшейся на Сицилии.

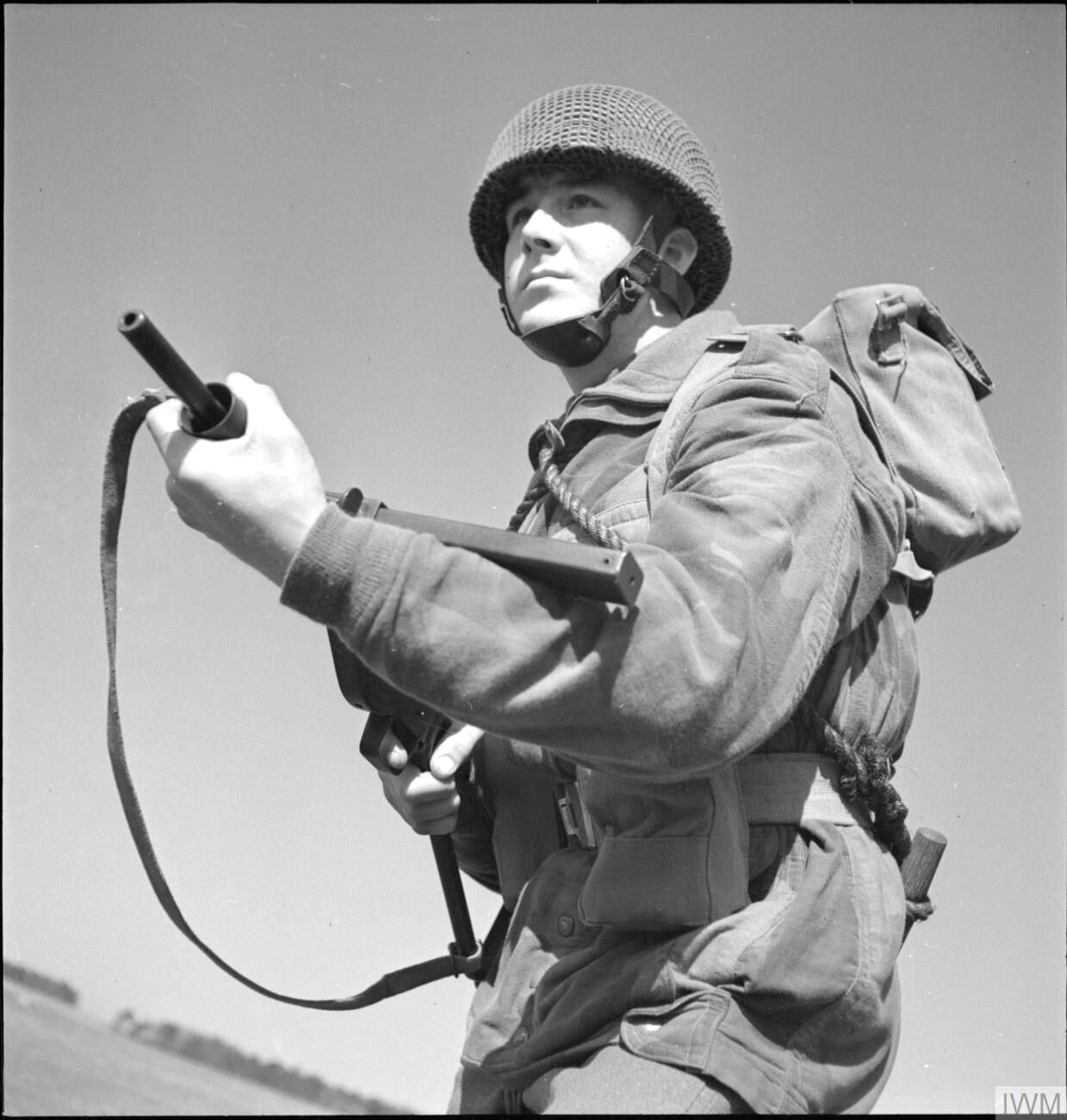
Британский парашютист, вооруженный пистолетом-пулеметом «Стен».

Хотя 1-я британская воздушно-десантная дивизия под командованием генерал-майора Джорджа Хопкинсона была сформирована в октябре 1941 года, она никогда ранее не воевала как соединение. Единственными подразделениями, имевшими боевой опыт, были 1-я парашютная бригада, которая сражалась как отдельная бригада в Северной Африке и во время вторжения союзников на Сицилию, и 1-я воздушно-десантная бригада, состоявшая из двух батальонов, которая также сражалась на Сицилии во время операции «Лэдброк». Обе бригады понесли тяжелые потери на Сицилии. Из других бригад дивизии 2-я и 4-я парашютно-десантные бригады не имели боевого опыта. Кроме того, 2-я парашютная бригада была единственным полным подразделением, поскольку 4-я парашютная бригада имела только два батальона, а ее третий батальон все еще формировался в Палестине.
Транспортных самолётов союзников было достаточно только для поддержки операции масштабом одной дивизии, и они были выделены 82-й воздушно-десантной дивизии США под командованием генерал-майора Мэтью Риджуэя для высадки в Салерно. 1-ю воздушно-десантную дивизию было решено перебрасывать в Италию морем. Из-за отсутствия необходимого количества десантных судов, дивизию переправили через Средиземное море на четырех крейсерах HMS Aurora, HMS Penelope, HMS Dido и HMS Sirius из 12-й эскадры крейсеров Королевского флота в сопровождении минного заградителя HMS Abdiel и американский крейсер USS Boise, все под командованием коммодора У. Г. Агню. Закрепить успех высадки должны были 78-я британская пехотная дивизия и 8-я индийская пехотная дивизия.

## Высадка

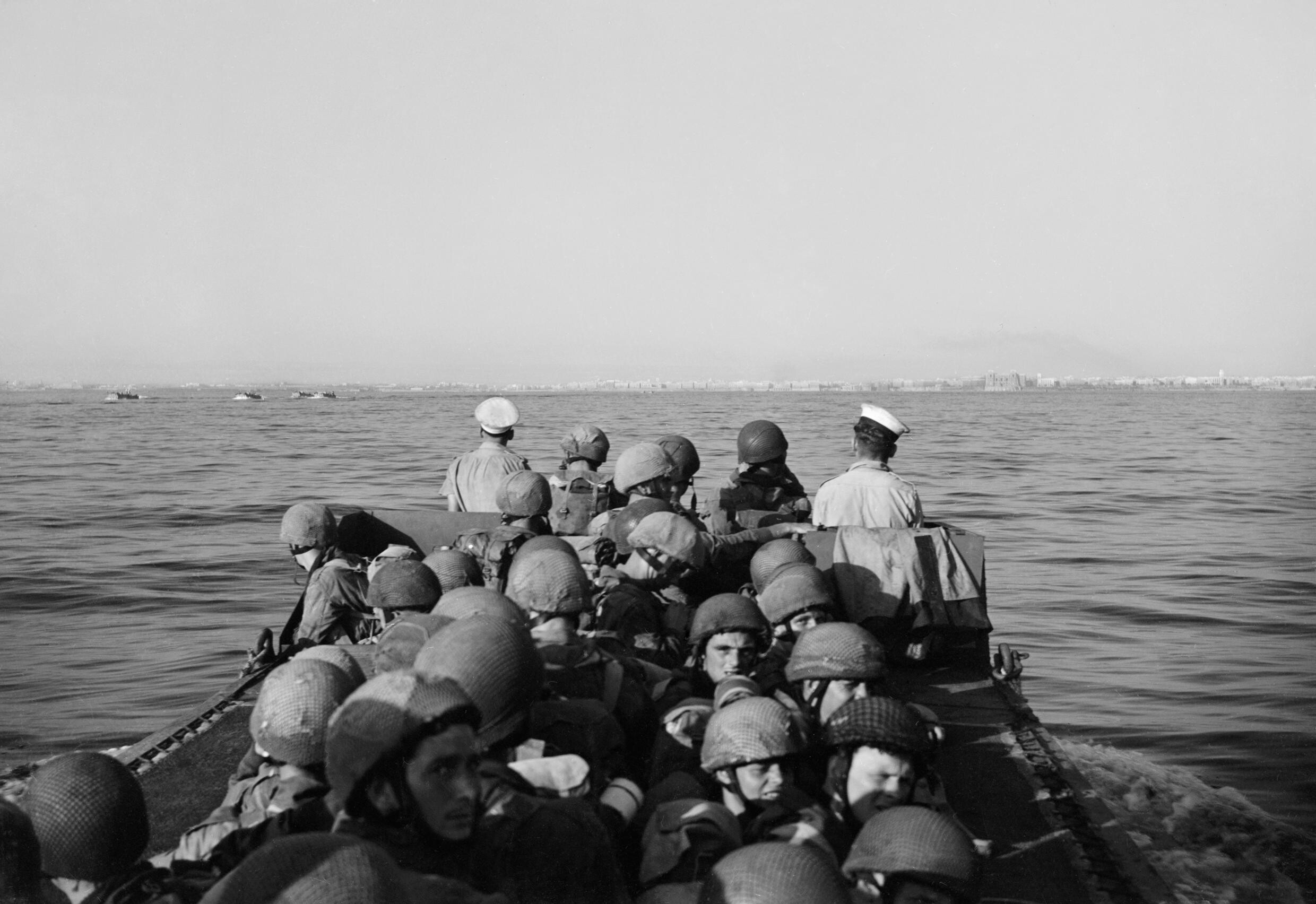
Британские воздушно-десантные войска приближаются к Таранто на десантном судне во время вторжения в Италию, 14 сентября 1943 года.

Перед тем как покинуть Тунис, 1-я воздушно-десантная дивизия была разделена на две части. Первая, состоящая из штаба дивизии, групп 1-й и 4-й парашютных бригад и 9-й полевой роты Королевских инженеров, погрузилась на корабли Королевского флота в Бизерте. Корабли отплыли в 17:00 8 сентября, их палубы были загружены транспортными средствами и припасами дивизии. Адмирал флота сэр Эндрю Каннингем был обеспокоен тем, что итальянский линейный флот, базирующийся в Таранто, может совершить вылазку и атаковать крейсеры, которые не смогут адекватно защитить себя из-за перегруженности войсками и оборудованием. Поэтому он приказал линкорам HMS Howe и HMS King George V и шести сопровождающим эсминцам под командованием вице-адмирала Артура Пауэра присоединиться к кораблям с десантом со своей базы на Мальте. В 18:30 8 сентября, в то время, как конвой находился в море, генерал Дуайт Д. Эйзенхауэр передал по радио подробности капитуляции Италии.
Для поддержки британской высадки рано утром 9 сентября Сканцано был атакован американскими бомбардировщиками B-26 Marauder из 17-й и 310-й бомбардировочных групп. Когда флотилия союзников приближалась к Таранто, были замечены итальянские линкоры Andrea Doria и Duilio, а также три крейсера, покидающие гавань для перехода на Мальту, чтобы сдаться в соответствии с соглашением между союзниками и итальянским правительством. В 15:00 британские корабли достигли минного поля, охранявшего вход в Таранто. Эсминец HMS Javelin преодолел минное поле и вошел в гавань, вернувшись с итальянским портовым лоцманом на борту. HMS Penelope и USS Boise благополучно вошли в гавань и встали у причала, где высадили находившиеся на борту войска, в то время как высадка с других кораблей флотилии проводилась с использованием шлюпок. Все портовые сооружения были в рабочем состоянии и использовались для разгрузки судов.
Когда войска воздушно-десантной дивизии вошли в город, их встретил итальянский гарнизон и сообщил, что немецкие войска уже ушли. Генерал-майор Джордж Ф. Хопкинсон разместил свой дивизионный штаб в отеле Europa и принял капитуляцию гарнизона от военного губернатора.
12-я крейсерская эскадра вернулась в Бизерту, чтобы собрать оставшиеся войска, в состав которых входили 2-я парашютная бригада, 1-я воздушно-десантная бригада и полк пилотов планеров. Единственные потери при высадке произошли 10 сентября при подрыве HMS Abdiel на мине, после чего он и затонул. Потери составили 58 убитых и 154 раненых из 6-го парашютного батальона и 48 погибших среди команды Abdiel. С кораблем были потеряны двенадцать 6 Фунтовые противотанковых орудий и резервный боезапас дивизии.
Ночью 4-я парашютная бригада возглавила наступление вглубь страны. К рассвету 10 сентября они достигли Массафры, следующим городом была Моттола, которая все еще была оккупирована немцами. Немцы оказали некоторое сопротивление, но вскоре отступили. В результате этих действий дивизия понесла первые боевые потери.
Арьергард немецких парашютистов пытался сдерживать продвижение британцев, устраивая засады и блокируя дороги. На контрольно-пропускном пункте возле города Кастелланета генерал-майор Хопкинсон, командующий 1-й воздушно-десантной дивизией, был обстрелян очередью немецкого пулемета, наблюдая за атакой 10-го парашютного батальона. Он умер от ран на следующий день. Хопкинсона на посту командира дивизии сменил бригадный генерал Эрнест Даун, ранее занимавший пост командира 2-й парашютной бригады.

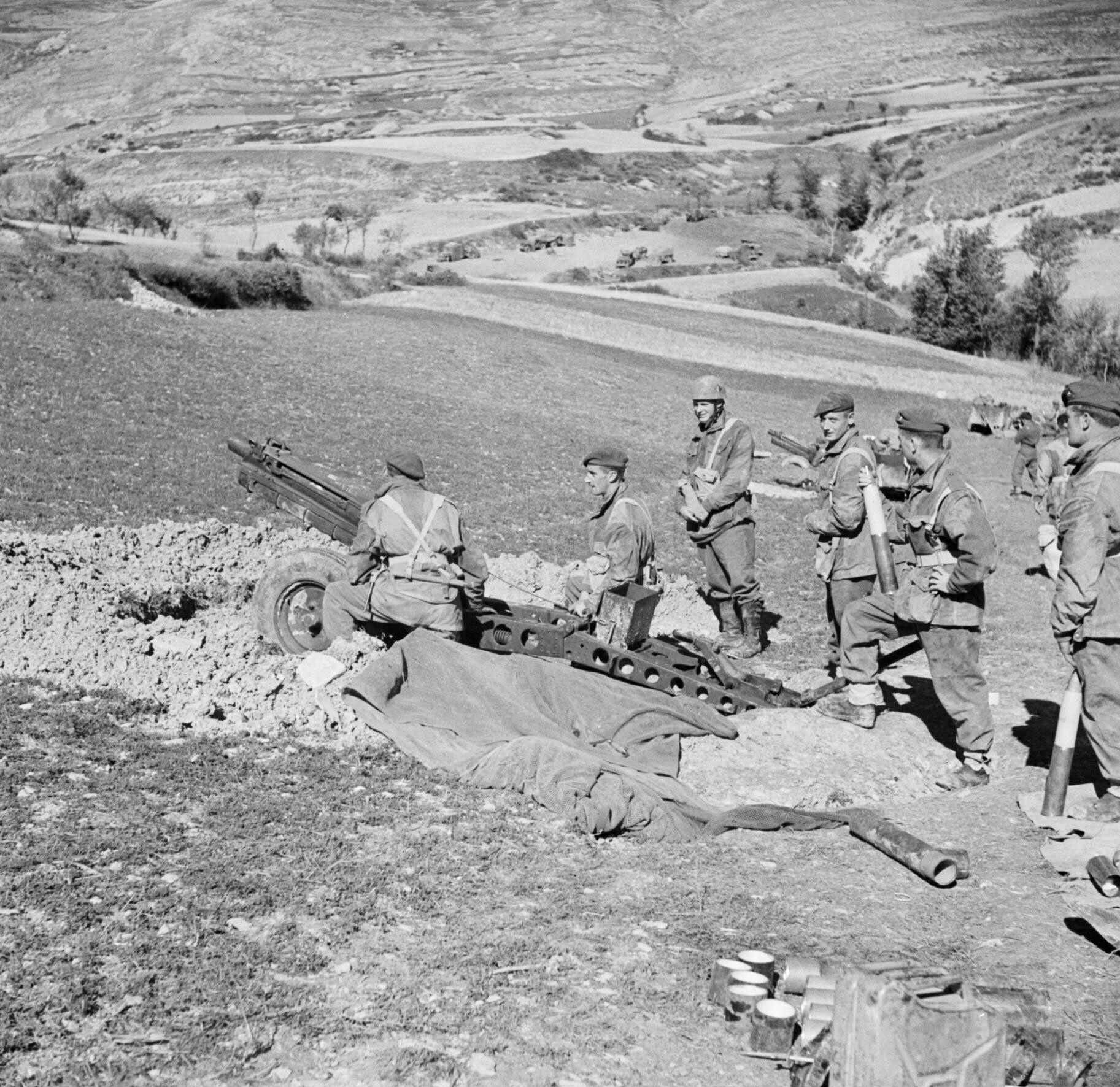
75 мм гаубица 1-го легкого воздушно-десантного полка Королевской артиллерии в бою в Италии.

В течение 48 часов после высадки в Таранто воздушно-десантная дивизия достигла и заняла порты Бриндизи и Бари на побережье Адриатического моря без сопротивления, поскольку оба города все еще находились под контролем итальянской королевской армии. 11 сентября на левом фланге дивизии был установлен контакт с 1-й канадской пехотной дивизией, головным подразделением британской Восьмой армии, прибывшей в этот район из Калабрии.
Следующей целью воздушно-десантной дивизии стал аэродром Джоя-дель-Колле, который был нужен Королевским военно-воздушным силам для переброски истребителей с Сицилии и поддержки высадки в Салерно. Немцы продолжили отход, и аэродром был занят в ночь с 16 на 17 сентября. Через два дня шесть эскадрилий впервые вылетели с базы для поддержки операций союзников. В период с 20 по 24 сентября 1-й воздушно-десантной дивизии было приказано остановиться и начать строительство оборонительных сооружений на подступах к Таранто из-за опасений, что немцы могут контратаковать растянувшиеся после высадки подразделения.
Штаб V корпуса высадился в Таранто 18 сентября, начав подготовку к прибытию пехотных дивизий. Первой была британская 78-я пехотная дивизия, которая начала прибывать в Бари 22 сентября, на следующий день в Таранто прибыла 8-я индийская пехотная дивизия. 1-я парашютная и 1-я воздушно-десантная бригады и 78-я дивизия 27 сентября достигли Фоджи, после чего воздушно-десантная дивизия была отведена в Таранто. К ноябрю большая часть 1-й воздушно-десантной дивизии была переброшена в Англию.

## Последствия
Операция «Slapstick» не принесла желаемого результата, на который рассчитывал генерал Эйзенхауэр. Решение Гейдриха не препятствовать высадке было принято без согласования со штабом Кессельринга. Гейдрих ожидал столкновения с превосходящими силами союзников и отвел свои части на север, пытаясь задержать продвижение союзников, где это было возможно, устраивая засады и диверсии на коммуникациях Немецкая дивизия продолжила срывать попытки союзников наступить на Рим во время битвы при Монте-Кассино в 1944 году.